# La Bossa Nova de Hugo y Osvaldo
La Bossa Nova de Hugo y Osvaldo es el álbum que grabaron los hermanos Hugo y Osvaldo Fattoruso en 1968 tras la disolución de Los Shakers. El nombre con el que figuran en el álbum, como intérpretes, es Hugo y Osvaldo. Fue editado en 1969 en Uruguay y Argentina.

## Historia
El disco ha sido un tanto olvidado, el documental Fattoruso (2017), cuando repasa su discografía, no lo menciona, y solo se ha reeditado en CD en Italia, en 2006, por el sello Circolo Del Disco Produzione. En la discografía de los hermanos Fattoruso, ha quedado en medio de dos discos muy reconocidos en el Río de la Plata: La conferencia secreta del Toto's bar (1968) de Los Shakers y Goldenwings (1977) de Opa.
Fue un álbum realizado para cumplir el contrato con la compañía discográfica que había editado a Los Shakers. No había presión por parte de la discográfica y los hermanos grabaron con libertad. El disco sigue la línea ligera de temas como “Nunca nunca”, o “Adorable Lola”, que los hermanos habían grabado con Los Shakers. Los arreglos son muy delicados y pueden evocar a Jobim, aunque aparece la impronta de Hugo Fattoruso y hay psicodelia. Grabaron temas nuevos, de Los Shakers, y versionaron a Burt Bacharach, Los Beatles y al pionero del candombe beat Manolo Guardia. Las canciones las cantaron en inglés.
En 2022 fue reeditado en vinilo por el sello Guerssen.

## Lista de canciones

### Lado A
1. Sueño realidad (Hugo y Osvaldo Fattoruso)
2. Este muchacho está enamorado de ti (Burt Bacharach, Hal David)
3. Samba doble (Hugo y Osvaldo Fattoruso)
4. Ojos oscuros (Hugo Fattoruso, Marta Lynch, versión inglesa: Osvaldo Fattoruso)
5. La larga noche (Hugo y Osvaldo Fattoruso) (Previamente grabada con Los Shakers)
6. Chicalanga (Manolo Guardia)

### Lado B
1. Hechizo (Hugo y Osvaldo Fattoruso)
2. Me gustas demasiado (George Harrison)
3. Poema de las cinco rosas (Hugo y Osvaldo Fattoruso)
4. Nunca nunca (Hugo y Osvaldo Fattoruso) (Previamente grabada con Los Shakers)
5. Amaneciendo (Hugo y Osvaldo Fattoruso)
6. El pino y la rosa (Hugo y Osvaldo Fattoruso) (Previamente grabada con Los Shakers)